# 고달초등학교
고달초등학교는 대한민국 전라남도 곡성군 고달면 목동리에 있는 공립 초등학교다.

## 학교 연혁
- 1929년 11월 16일 고달공립보통학교(4년제) 개교(설립인가 10월 23일)
- 1938년 4월 1일 명칭 변경(고달공립심상소학교)
- 1941년 4월 1일 명칭 변경(고달공립국민학교)
- 1942년 4월 1일 6년제로 개칭
- 1981년 3월 1일 병설유치원 개원
- 1996년 3월 1일 고달초등학교 교명 개칭
- 2019년 9월 1일 제34대 정기숙 교장 부임
- 2021년 1월 13일 제88회 졸업(총 5201명)

## 학교 상징
- 교화 : 철쭉(사랑의 기쁨) - 서로 돕고 나누자
- 교목 : 느티나무(운명) - 느긋하고 늠름하게 자라자
- 교색 : 초록(희망) - 날로 새롭게 자라자

## 참고 자료
- 고달초등학교 - 한국교육학술정보원 학교알리미